# Пасслак, Феликс
Феликс Пасслак (нем. Felix Passlack; 29 мая 1998, Ботроп, Северный Рейн-Вестфалия) — немецкий футболист, защитник клуба «Бохум».

## Клубная карьера
Феликс начинал свою карьеру в скромной команде «Фортуна» из своего родного города. В 2010 году он присоединился к юниорской команде оберхаузенского «Рот-Вайсса». В 2012 году юный полузащитник перебрался в дортмундскую «Боруссию». В 2016 году он был переведён в первую команду. Дебют Феликса в составе «Боруссии» состоялся 2 марта в матче Бундеслиги против «Дармштадта». 1 июля 2023 года Пасслак присоединился к клубу «Бохум» на правах свободного агента.

## Карьера в сборной
Феликс представляет Германию на юношеском уровне. В 2015 году он принимал участие на юношеском чемпионате Европы в возрастной категории до 17 лет. Отмечался медалью Фрица Вальтера.

## Достижения

### Командные
«Боруссия Дортмунд»
- Обладатель Кубка Германии: 2020/21

Сборная Германии (до 17 лет)
- Чемпион Германии до 17 лет (2): 2014, 2015

Сборная Германии (до 19 лет)
- Чемпион Германии до 19 лет: 2016

### Личные
- Медаль Фрица Вальтера U-17: 2015

## Статистика
| Выступление         | Выступление      | Выступление      | Лига | Лига | Кубки | Кубки | Еврокубки | Еврокубки | Остальные | Остальные | Итого | Итого |
| Клуб                | Лига             | Сезон            | Игры | Голы | Игры  | Голы  | Игры      | Голы      | Игры      | Голы      | Игры  | Голы  |
| ------------------- | ---------------- | ---------------- | ---- | ---- | ----- | ----- | --------- | --------- | --------- | --------- | ----- | ----- |
| Боруссия (Дортмунд) | Бундеслига       | 2015/16          | 3    | 0    | 0     | 0     | 0         | 0         | 0         | 0         | 3     | 0     |
| Боруссия (Дортмунд) | Бундеслига       | 2016/17          | 6    | 0    | 3     | 0     | 2         | 1         | 0         | 0         | 11    | 1     |
| Боруссия (Дортмунд) | Итого            | Итого            | 9    | 0    | 3     | 0     | 2         | 1         | 0         | 0         | 14    | 1     |
| Всего за карьеру    | Всего за карьеру | Всего за карьеру | 9    | 0    | 3     | 0     | 2         | 1         | 0         | 0         | 14    | 1     |